# Ulrick IV van Werst

Familiewapen
van Werst

Ulrick IV van Werst was heer van Werst, Gerdingen en Nieuwstadt. Hij overleed in 1538 en werd begraven in de Sint-Martinuskerk te Geulle. Ulrick was de zoon van Ulrick III van Werst en Aleijda Huyn van Amstenrade
Hij ontving uit de nalatenschap van zijn ouders in 1525 de beschikking over de heerlijkheid Gerdingen en Nieuwstadt. Beide heerlijkheden lagen in het graafschap Loon. 
In 1536 trouwde hij met Maria Sprewarts die weduwe was van Leonard van Merssen schepen van Maastricht. Zij was een dochter van Goswijn Sprewarts (-1516) en van Maria Ghijsen van den Tempel en werd geboren op het in 1516 afgebrande familiegoed de Sprewartshof in Kelmond bij Beek.
Uit dit huwelijk is geboren:
- Aleijda van Werst erfvrouwe van Werst (1537 - 16 februari 1614)